# Lab-on-a-chip

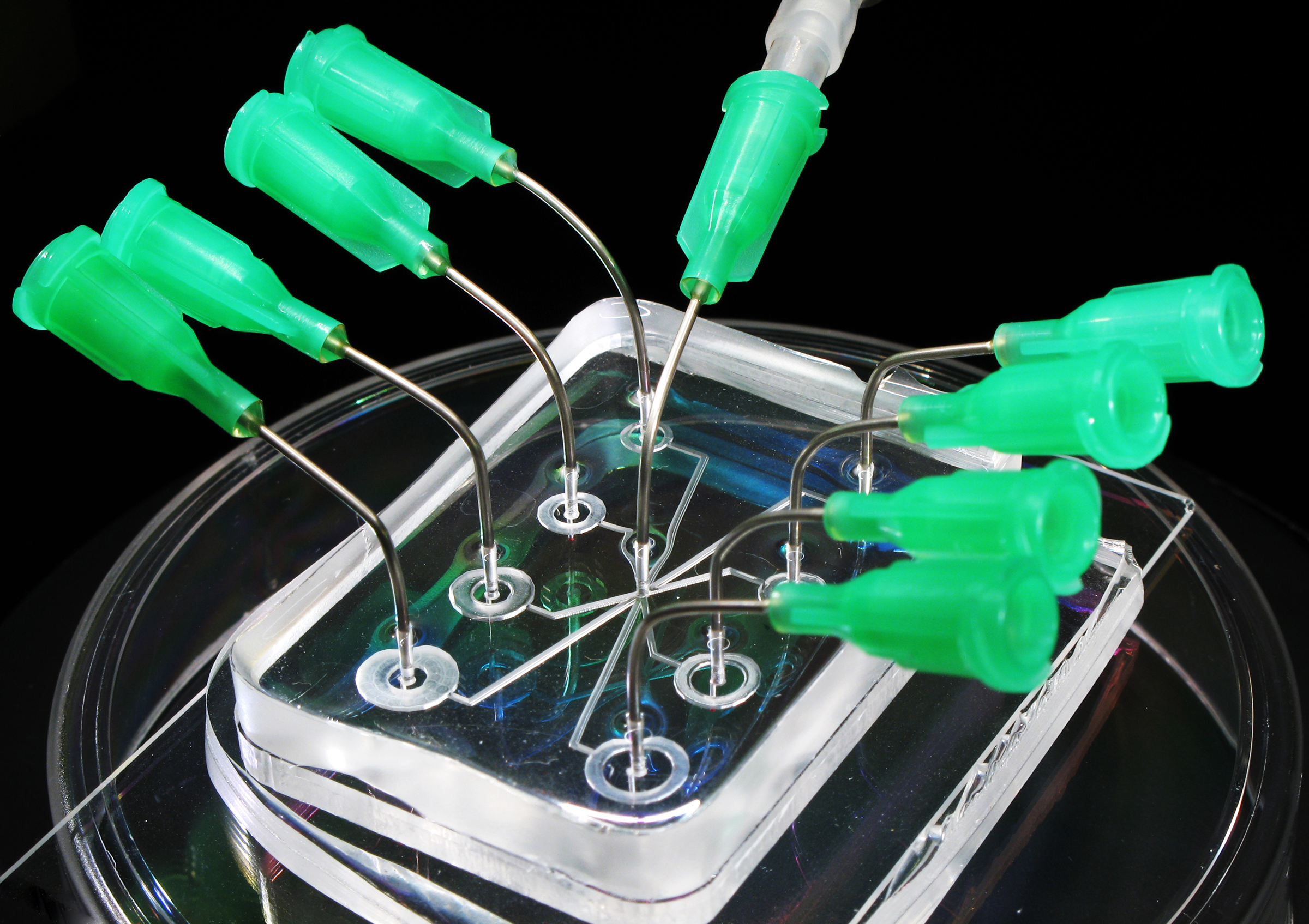
cum arată un lab-on-a-chip

Un laborator pe un cip (LOC) este un dispozitiv care integrează una sau mai multe funcții de laborator pe un singur circuit integrat (denumit în mod obișnuit "cip") de numai milimetri până la câțiva centimetri pătrați pentru a realiza automatizarea și screening-ul de mare capacitate. LOC-urile pot manipula volume de fluide extrem de mici, până la mai puțin de pico-litri. Dispozitivele de laborator pe un cip sunt un subset al dispozitivelor de sisteme microelectromecanice (MEMS) și uneori sunt denumite "microsisteme de analiză totală" (µTAS). LOC-urile pot utiliza microfluidica, fizica, manipularea și studiul unor cantități infime de fluide. Cu toate acestea, în sens strict, "lab-on-a-chip" indică, în general, scalarea unor procese de laborator unice sau multiple până la formatul cipului, în timp ce "µTAS" este dedicat integrării secvenței totale de procese de laborator pentru a efectua analize chimice. Termenul "lab-on-a-chip" a fost introdus atunci când s-a dovedit că tehnologiile µTAS erau aplicabile nu numai în scopuri de analiză.

## Istoric
După inventarea microtehnologiei (~1954) pentru realizarea structurilor integrate de semiconductori pentru cipuri microelectronice, aceste tehnologii bazate pe litografie au fost aplicate în scurt timp și la fabricarea senzorilor de presiune (1966). Datorită dezvoltării ulterioare a acestor procese, de obicei limitate la compatibilitatea CMOS, a devenit disponibilă o cutie de instrumente pentru a crea structuri mecanice de dimensiuni micrometrice sau submicrometrice și în plachete de siliciu: a început era sistemelor microelectromecanice (MEMS).
Pe lângă senzorii de presiune, senzorii pentru airbaguri și alte structuri mobile mecanic, au fost dezvoltate dispozitive de manipulare a fluidelor. Exemple sunt: canale (conexiuni capilare), mixere, supape, pompe și dispozitive de dozare. Primul sistem de analiză LOC a fost un cromatograf de gaze, dezvoltat în 1979 de S.C. Terry la Universitatea Stanford. Cu toate acestea, abia la sfârșitul anilor '80 și începutul anilor '90 cercetarea în domeniul LOC a început să se dezvolte serios, deoarece câteva grupuri de cercetare din Europa au dezvoltat micropompe, senzori de flux și concepte de tratare integrată a fluidelor pentru sistemele de analiză. Aceste concepte µTAS au demonstrat că integrarea etapelor de pretratare, realizate de obicei la scară de laborator, ar putea extinde funcționalitatea senzorului simplu către o analiză completă de laborator, incluzând etape suplimentare de curățare și separare.
Un mare impuls în cercetare și în interesul comercial a venit la mijlocul anilor 1990, când tehnologiile µTAS s-au dovedit a oferi instrumente interesante pentru aplicații genomice, cum ar fi electroforeza capilară și microplăcile de ADN. De asemenea, un impuls important în ceea ce privește sprijinul pentru cercetare a venit din partea armatei, în special din partea DARPA (Defense Advanced Research Projects Agency), pentru interesul acesteia în sistemele portabile de detectare a agenților de război bio/chimic. Valoarea adăugată nu s-a limitat doar la integrarea proceselor de laborator pentru analiză, ci și la posibilitățile caracteristice ale componentelor individuale și la aplicarea la alte procese de laborator, altele decât cele de analiză. De aici a fost introdus termenul "laborator pe un cip".
Deși aplicarea LOC-urilor este încă nouă și modestă, se observă un interes crescând din partea companiilor și a grupurilor de cercetare aplicată în diferite domenii, cum ar fi analiza (de exemplu, analiza chimică, monitorizarea mediului, diagnosticul medical și celomica), dar și în chimia de sinteză (de exemplu, screening rapid și microreactoare pentru industria farmaceutică). Pe lângă dezvoltările ulterioare ale aplicațiilor, se așteaptă ca cercetarea în domeniul sistemelor LOC să se extindă și către reducerea dimensiunii structurilor de manipulare a fluidelor, prin utilizarea nanotehnologiei. Canalele submicrometrice și nanometrice, labirinturile de ADN, detecția și analiza celulelor unice și nanosenzorii ar putea deveni fezabile, permițând noi modalități de interacțiune cu speciile biologice și moleculele mari. Au fost scrise multe cărți care acoperă diferite aspecte ale acestor dispozitive, inclusiv transportul fluidelor, proprietățile sistemului, tehnicile de detectare și aplicațiile bioanalitice.

## Materiale și tehnologii de fabricare a cipurilor
Baza pentru majoritatea proceselor de fabricare a cipurilor este fotolitografia. Inițial, cele mai multe procese au fost realizate în siliciu, deoarece aceste tehnologii bine dezvoltate au fost derivate direct din fabricarea semiconductorilor. Din cauza cerințelor privind, de exemplu, caracteristicile optice specifice, compatibilitatea biochimică sau chimică, costurile de producție mai mici și prototiparea mai rapidă, au fost dezvoltate noi procese, cum ar fi gravarea, depunerea și lipirea sticlei, ceramicii și metalelor, prelucrarea polidimetilsiloxanului (PDMS) (de exemplu, litografie moale), prelucrarea polimerilor tiol-ene cu stoichiometrie diferită (OSTEmer), imprimarea 3D pe bază de film gros și stereolitografie, precum și metode de replicare rapidă prin galvanizare, turnare prin injecție și ștanțare. Cererea de prototipare ieftină și ușoară a LOC a dus la o metodologie simplă pentru fabricarea dispozitivelor microfluidice din PDMS: ESCARGOT (Embedded SCAffold RemovinG Open Technology). Această tehnică permite crearea de canale microfluidice, într-un singur bloc de PDMS, prin intermediul unei schele dizolvabile (realizată, de exemplu, prin imprimare 3D). În plus, domeniul LOC depășește din ce în ce mai mult granițele dintre tehnologia microsistemelor bazate pe litografie, nanotehnologie și inginerie de precizie.

## Avantaje
LOC-urile pot oferi avantaje, care sunt specifice aplicației lor. Avantajele tipice sunt:
- consum redus de volume de fluide (mai puține deșeuri, costuri mai mici ale reactivilor și mai puține volume de probe necesare pentru diagnosticare)
- timpii de analiză și de răspuns mai rapizi datorită distanțelor scurte de difuzie, încălzirii rapide, raporturilor ridicate dintre suprafață și volum, capacităților termice mici.
- un control mai bun al procesului datorită unui răspuns mai rapid al sistemului (de exemplu, controlul termic pentru reacții chimice exotermice).
- compactitate a sistemelor datorită integrării multor funcționalități și a volumelor mici
- paralelizare masivă datorită caracterului compact, care permite analize de mare randament
- costuri de fabricare mai mici, ceea ce permite realizarea de cipuri de unică folosință rentabile, fabricate în serie.
- calitatea pieselor poate fi verificată în mod automat
- platformă mai sigură pentru studii chimice, radioactive sau biologice, datorită integrării funcționalității, volumelor mai mici de fluide și energiilor stocate

## Dezavantaje
Cele mai mari dezavantaje ale laboratoarelor pe cip sunt:
- procesul de micro-fabricare necesar pentru a le realiza este complex și necesită multă muncă, necesitând atât echipamente scumpe, cât și personal specializat. Acesta poate fi depășit prin recentele progrese tehnologice privind imprimarea 3D cu costuri reduse și gravura cu laser.
- Rețeaua complexă de acționare fluidică necesită mai multe pompe și conectori, unde controlul fin este dificil. Aceasta poate fi depășită printr-o simulare atentă, o pompă intrinsecă, cum ar fi cipul încorporat în air-bag, sau prin utilizarea unei forțe centrifuge pentru a * înlocui pomparea, adică un biocip centrifugal microfluidic.
- Cele mai multe LOC-uri sunt aplicații noi de verificare a conceptului, care nu sunt încă pe deplin dezvoltate pentru o utilizare pe scară largă. Sunt necesare mai multe validări înainte de utilizarea practică.
- La scara microlitrului cu care se ocupă LOC-urile, efectele dependente de suprafață, cum ar fi forțele capilare, rugozitatea suprafeței sau interacțiunile chimice, sunt mai dominante. Acest lucru poate face uneori ca replicarea proceselor de laborator în LOC să fie destul de dificilă și mai complexă decât în cazul echipamentelor de laborator convenționale.
- Principiile de detecție pot să nu se reducă întotdeauna la scară într-un mod pozitiv, ceea ce duce la un raport semnal-zgomot scăzut.

## Sănătate globală
Tehnologia de laborator pe cip ar putea deveni în curând o parte importantă a eforturilor de îmbunătățire a sănătății la nivel mondial, în special prin dezvoltarea de dispozitive de testare la punctul de îngrijire. În țările cu puține resurse de asistență medicală, bolile infecțioase care ar putea fi tratate într-o țară dezvoltată sunt adesea mortale. În unele cazuri, clinicile de sănătate sărace dispun de medicamente pentru a trata o anumită boală, dar nu dispun de instrumentele de diagnosticare pentru a identifica pacienții care ar trebui să primească medicamentele. Mulți cercetători cred că tehnologia LOC poate fi cheia pentru noi instrumente de diagnosticare puternice. Scopul acestor cercetători este de a crea cipuri microfluidice care să permită furnizorilor de servicii medicale din clinicile slab echipate să efectueze teste de diagnosticare, cum ar fi testele de cultură microbiologică, imunoanalizele și testele de acid nucleic fără suport de laborator.

### Provocări globale
Pentru ca cipurile să fie utilizate în zone cu resurse limitate, trebuie depășite multe provocări. În țările dezvoltate, cele mai apreciate trăsături pentru instrumentele de diagnosticare includ viteza, sensibilitatea și specificitatea; dar în țările în care infrastructura de asistență medicală este mai puțin dezvoltată, trebuie luate în considerare și atribute precum ușurința de utilizare și durata de valabilitate. Reactivii care însoțesc cipul, de exemplu, trebuie să fie concepuți astfel încât să rămână eficienți timp de luni de zile, chiar dacă cipul nu este păstrat într-un mediu cu climă controlată. De asemenea, proiectanții de cipuri trebuie să țină cont de costuri, scalabilitate și reciclabilitate atunci când aleg materialele și tehnicile de fabricare pe care să le utilizeze.

### Exemple de aplicare globală a LOC
Unul dintre cele mai proeminente și mai cunoscute dispozitive LOC care au ajuns pe piață este kitul de test de sarcină la domiciliu, un dispozitiv care utilizează tehnologia microfluidică bazată pe hârtie. Un alt domeniu activ de cercetare în domeniul LOC implică modalități de diagnosticare și gestionare a bolilor infecțioase comune cauzate de bacterii, de exemplu, bacteriuria sau de virusuri, de exemplu, gripa. Un standard de aur pentru diagnosticarea bacteriuriei (infecții ale tractului urinar) este cultura microbiană. Un studiu recent bazat pe tehnologia de laborator pe un cip, Digital Dipstick, a miniaturizat cultura microbiologică într-un format de tijă și a permis utilizarea acesteia la punctul de îngrijire. În ceea ce privește infecțiile virale, infecțiile cu HIV sunt un bun exemplu. Aproximativ 36,9 milioane de persoane sunt infectate cu HIV în lume în prezent, iar 59% dintre acestea primesc tratament antiretroviral. Doar 75% dintre persoanele care trăiesc cu HIV își cunoșteau statutul HIV. Măsurarea numărului de limfocite T CD4+ din sângele unei persoane este o modalitate precisă de a determina dacă o persoană are HIV și de a urmări evoluția unei infecții cu HIV. În prezent, citometria în flux este standardul de aur pentru obținerea numărului de CD4, dar citometria în flux este o tehnică complicată care nu este disponibilă în majoritatea zonelor în curs de dezvoltare, deoarece necesită tehnicieni calificați și echipamente costisitoare. Recent, a fost dezvoltat un astfel de citometru pentru doar 5 dolari. Un alt domeniu activ de cercetare a LOC este pentru separarea și amestecarea controlată. În astfel de dispozitive este posibil să se diagnosticheze rapid și, eventual, să se trateze boli. După cum s-a menționat mai sus, o motivație importantă pentru dezvoltarea acestora este faptul că pot fi fabricate la costuri foarte mici. Un alt domeniu de cercetare care este analizat în ceea ce privește LOC este cel al securității casnice. Monitorizarea automată a compușilor organici volatili (COV) este o funcționalitate dorită pentru LOC. Dacă această aplicație devine fiabilă, aceste microdispozitive ar putea fi instalate la scară globală și ar putea notifica proprietarii de locuințe cu privire la compușii potențial periculoși.

## Știința plantelor
Dispozitivele Lab-on-a-chip ar putea fi utilizate pentru a caracteriza ghidarea tuburilor polenice la Arabidopsis thaliana. Mai exact, planta pe un cip este un dispozitiv miniaturizat în care ar putea fi incubate țesuturile de polen și ovulele pentru studii de științe ale plantelor.